# Chronologie (album de Jean-Michel Jarre)
Albums de Jean-Michel Jarre
Images
(1991) Hong Kong
(1994)
Chronologie est un album studio de Jean-Michel Jarre, sorti en 1993.
Le son de Chronologie est basé sur une nouvelle vague de musique de danse électronique qui se développait depuis la fin des années 1980. À l'instar du précédent album de Jean-Michel Jarre, En attendant Cousteau, Chronologie se classe au onzième rang des charts britanniques.

## Composition et enregistrement
L'album est enregistré dans le home studio de Jean-Michel Jarre à Croissy-sur-Seine. Il est inspiré aussi par le livre Une brève histoire du temps de Stephen Hawking.
Jean-Michel Jarre a été directement influencé par certaines sonorités de synthétiseurs récents (le Kurzweil K2000 dans la partie I et le Roland DJ70 dans la partie V) et a puisé dans certaines de ses anciennes compositions (la séquence de musique concrète au début de la partie II, le thème de Palawan dans la partie VIII). Jean-Michel Jarre collabore par ailleurs avec le guitariste de métal instrumental Patrick Rondat.
Les morceaux Chronologie Part 4 et Chronologie Part 5 sont initialement composés pour la société horlogère suisse Swatch, qui souhaite une mélodie pour sa montre à alarme Musicall. 

## Pochette
La pochette a été réalisée par l'artiste Michel Granger, qui a déjà collaboré avec Jean-Michel Jarre notamment pour Oxygène et Équinoxe. Jean-Michel Jarre déclare à propos de cette pochette : « La Femme symbolise manifestement les cycles, et que nous l’aimons ou pas, nous sommes tous liés à une femme, qu’elle soit une sœur, une femme, ou une fille. Il y a beaucoup d’éléments féminins dans la notion de temps ». La photographie est l’œuvre de Charlotte Rampling, qui est alors sa compagne. 

## Liste des pistes
| 1.    | Chronologie (Part 1) | 10:51 |
| 2.    | Chronologie (Part 2) | 6:05  |
| 3.    | Chronologie (Part 3) | 3:59  |
| 4.    | Chronologie (Part 4) | 3:59  |
| 5.    | Chronologie (Part 5) | 5:34  |
| 6.    | Chronologie (Part 6) | 3:45  |
| 7.    | Chronologie (Part 7) | 2:17  |
| 8.    | Chronologie (Part 8) | 5:33  |
| 42:03 |                      |       |

## Crédits
- Jean-Michel Jarre : digisequencer, Kurzweil K2000, Mini Moog, ARP 2600, Akai MPC60, AKAI S 1000, EMS Synthi AKS, JD 800, Korg O1/W, Roland TR-909, DR 660, Synthex, Eminent 310, JP 8, DJ 70, Digitech Vocalist, Fairlight CMI
- Francis Rimbert : claviers additionnels
- Michel Geiss : claviers additionnels, collaboration artistique
- Dominique Perrier : claviers additionnels
- Patrick Rondat : guitare